# Z/VM
z/VM є варіантом у родині VM віртуальна машина операційні системи компанії IBM. z/VM була вперше випущена в жовтні 2000 року і продовжує активно використовуватися та розвиватися станом на  2022. Вона безпосередньо базується на технології та концепціях, які налічують декілька десятиліть, починаючи з 1960-х років, з CP/CMS компанії IBM на IBM_System/360. z/VM працює на комп'ютерах родини IBM Z виробництва IBM. Цю систему можна використовувати для підтримки великої кількості (тисяч) віртуальних машин Linux.